# Squilla deceptrix
Squilla deceptrix är en kräftdjursart som beskrevs av Manning 1969. Squilla deceptrix ingår i släktet Squilla och familjen Squillidae. Inga underarter finns listade i Catalogue of Life.